# Antonio del Real
Antonio Fernández del Real (Cazorla, Jaén; 10 d'agost de 1947) és un director de cinema, actor, productor i guionista espanyol.

## Biografia
Va néixer a Cazorla, localitat que va abandonar quan era un nen al costat de la seva família, que es va establir definitivament a Madrid.
En aquesta ciutat va començar a treballar com a actor en representacions al seu col·legi i es va iniciar en el món del cinema de forma autodidacta. Al començament de la seva carrera va realitzar espots per a televisió i combinar aquesta activitat amb l'ensenyament de Tècniques de Realització i Mitjans Artístics a la Comunitat Autònoma de Madrid (Conselleria d'Educació i Cultura). Ha escrit més de vint obres en col·laboració amb altres autors espanyols i portuguesos.
Els seus primers passos com a director van ser en el terreny del curtmetratge. El 1980 es va estrenar com a director de llargmetratges amb el rodatge d'El poderoso influjo de la luna. Després, gravà una sèrie de comèdies d'èxit com Buscando a Perico (1982) o ¡Y del seguro... líbranos señor! (1983). La seva carrera va donar un gir radical el 1988, amb la direcció d'El río que nos lleva, ja que aquesta pel·lícula va ser premiada a deu festivals internacionals; va ser declarada de «gran interès» per la UNESCO (París) el 1989 per la defensa dels valors culturals i ecològics de l'Alt Tajo.
Ha participat dues vegades (el 1989 i el 2001) en la Quinzena de Realitzadors del Festival de Canes, amb les pel·lícules El río que nos lleva i La mujer de mi vida. Ha estat convidat dues vegades pel American Film Institute (Los Angeles) a participar en el Festival Europeu. Algunes de les seves pel·lícules han participat en els festivals de Nova York, Los Angeles, San Francisco, Minneapolis, Mont-real, Egipte, Tòquio, França o Itàlia.
Ha treballat amb actors i actrius de talla internacional com Claudine Auger, Christopher Mitchum, Julia Ormond, Jason Isaacs, Joaquim de Almeida, Jürgen Prochnow, Pedro Armendáriz, Jean Sorel, Fernando Fernán Gómez, Agustín González, José Luis López Vázquez, Antonio Banderas o Tony Peck, fill de Gregory Peck. Va tenir una gran amistat amb Gregory Peck.
A més, va col·laborar en revistes com a Autor o Pantalla 3 i per a periódics com Diario 16, i actualment col·labora com a articulista al diari La Razón.
En el terreny radiofònic va dirigir el programa de ràdio Chop suey de pollo a Onda Madrid durant tres anys amb Emma Cohen i Óscar Ladoire, i actualment és col·laborador del programa De ida y vuelta a Radio 5.

## Filmografia

### Com a director de cine
| Any  | Pel·lícula                                         | Funcions                        |
| ---- | -------------------------------------------------- | ------------------------------- |
| 2011 | Ni pies ni cabeza                                  | Director                        |
| 2008 | La conjura de El Escorial                          | Director, productor i guionista |
| 2006 | Desde que amanece apetece                          | Director                        |
| 2003 | Trileros                                           | Director, productor i guionista |
| 2001 | La mujer de mi vida                                | Director                        |
| 2000 | Y decirte alguna estupidez, por ejemplo, te quiero | Director                        |
| 1998 | Cha-cha-chá                                        | Director i guionista            |
| 1997 | Corazón loco                                       | Director                        |
| 1995 | Los hombres siempre mienten                        | Director i guionista            |
| 1994 | ¡Por fin solos!                                    | Director                        |
| 1989 | El río que nos lleva                               | Director, productor i guionista |
| 1988 | Café, coca y puro                                  | Director i productor            |
| 1983 | ¡Y del seguro... líbranos Señor!                   | Director i guionista            |
| 1982 | Buscando a Perico                                  | Director i guionista            |
| 1980 | El poderoso influjo de la luna                     | Director i guionista            |

### Com a director de televisió
| Any  | Pel·lícula                            | Funcions                        |
| ---- | ------------------------------------- | ------------------------------- |
| 2014 | El clavo de oro                       | Director, productor i guionista |
| 1999 | Jacinto Durante, representante        | Director                        |
| 1995 | Juntas, pero no revueltas             | Director i productor            |
| 1984 | Andar Georgia & La leyenda de Georgia | Director                        |
| 1982 | La tía fingida de Cervantes           | Director                        |
| 1982 | Las pícaras                           | Director                        |

### Com a director de teatre
| Any  | Obra                     | Funcions                |
| ---- | ------------------------ | ----------------------- |
| 2010 | Los ochenta son nuestros | Director i co productor |

### Com a actor
| Any  | Pel·lícula                                                                 | Director                   |
| ---- | -------------------------------------------------------------------------- | -------------------------- |
| 2008 | La conjura de El Escorial                                                  | Antonio del Real           |
| 2003 | Trileros                                                                   | Antonio del Real           |
| 1988 | Cha-cha-chá                                                                | Antonio del Real           |
| 1992 | Dime que me quieres                                                        | Juan Sebastián Bollaín     |
| 1987 | ¡¡Biba la banda!!                                                          | Ricardo Palacios           |
| 1984 | Café, copa y puro                                                          | Antonio del Real           |
| 1976 | Manuela                                                                    | Gonzalo García Pelayo      |
| 1976 | A la Legión le gustan las mujeres (...y a las mujeres les gusta la Legión) | Rafael Gil                 |
| 1976 | El alijo                                                                   | Ángel del Pozo             |
| 1976 | La otra alcoba                                                             | Eloy de la Iglesia         |
| 1975 | Pim, pam, pum... ¡fuego!                                                   | Pedro Olea                 |
| 1975 | Olvida los tambores                                                        | Rafael Gil                 |
| 1975 | Cómo matar a papá sin hacerle daño                                         | Ramón Fernández            |
| 1975 | De profesión: polígamo                                                     | Angelino Fons              |
| 1974 | Cinco almohadas para una noche                                             | Pedro Lazaga               |
| 1973 | Una gota de sangre para morir amando                                       | Eloy de la Iglesia         |
| 1973 | La llamaban la madrina                                                     | Mariano Ozores             |
| 1973 | La isla misteriosa                                                         | Juan Antonio Bardem        |
| 1973 | Nadie oyó gritar                                                           | Eloy de la Iglesia         |
| 1973 | Señora doctor                                                              | Mariano Ozores             |
| 1972 | La semana del asesino                                                      | Eloy de la Iglesia         |
| 1972 | Coartada en disco rojo (I due volti della paura)                           | Tulio Demicheli            |
| 1971 | La orilla                                                                  | Luis Lucia Mingarro        |
| 1969 | Las amigas                                                                 | Pedro Lazaga               |
| 1969 | ¡Se armó el belén!                                                         | José Luis Sáenz de Heredia |
| 1967 | Sor Citroën                                                                | Pedro Lazaga               |

## Premis
- 2013: Premi "Joyas 2013" en la categoría de Arte otorgado por el Gremio de joyeros, plateros y relojeros de Madrid.[1]
- 2011: Premi d'honor del V Festival de Curts "Cuéntalo en 90 segundos".[2]
- 2009: Premi "Miguel Picazo" atorgat per la Diputació Provincial de Jaén.[3]
- 2008: Premi a tota una vida en el cinema al Festival de cinema social de Castella la Manxa[4]
- 2007: Antena de Oro en l'apartat de Cinema.[5]
- 2004: Premi a tota una vida al Festival Internacional de Cinema de Cartagena de Indias.[6]
- 1990: Premi ADIRCAE (Asamblea de Directores, Realizadores Cinematográficos y Audiovisuales Españoles) al "Millor Director" per El río que nos lleva.[7]
- 1989: Premi a la millor pel·lícula per El río que nos lleva al Festival de cinema de Nimes (França)
- 1989: Premi a la millor pel·lícula per El río que nos lleva als Premis Cadena SER.
- 1989: Premi als valors humans per El río que nos lleva al Festival de Shonna (Tòquio).